# Serres (Hautes-Alpes)
Serres ist eine französische Gemeinde mit 1303 Einwohnern (Stand 1. Januar 2022) im Département Hautes-Alpes in der Region Provence-Alpes-Côte d’Azur. Sie gehört zum Arrondissement Gap und ist Hauptort des Kantons Serres. Serres ist eine der wenigen französischen Gemeinden, deren Namen ein Palindrom bildet.

## Städtepartnerschaft
Serres unterhält seit 1990 eine Städtepartnerschaft mit der deutschen Stadt Katzenelnbogen.

## Geografie
Serres liegt am Ufer des Flusses Buëch am Schnittpunkt zweier überregionaler Straßenverbindungen:
- RD 1075 von Grenoble nach Sisteron
- RD 994 von Pont-Saint-Esprit zum Col de Montgenèvre

Ferner befindet sich hier ein Bahnhof an der Bahnstrecke Lyon–Marseille.
Die historische Altstadt wurde an den Südosthang eines Felsens erbaut, die moderne Siedlung breitet sich jedoch über das ganze Tal aus.

## Geschichte
Das Castrum, Keimzelle der Stadt, wurde erstmals 739 im Testament von Abbo urkundlich erwähnt. 988 gingen die Festung und Ländereien an die Abtei Cluny.
Im Mittelalter entwickelte sich die Stadt durch ihre strategisch günstige Lage zum wichtigsten Ort im Tal des Buëch. Ein Schloss wurde auf dem Pignolette-Felsen erbaut, im 12. Jahrhundert die Stadtkirche. Das Schloss wurde 1633 auf Befehl von Richelieu wieder geschleift. Im 19. Jahrhundert wurden hier industrielle Betriebe gegründet, die aber zum Großteil bis 1900 wieder verschwanden. 1875 bekam Serres Anschluss an die Eisenbahn.

## Bevölkerungsentwicklung
| Jahr      | 1962 | 1968 | 1975 | 1982 | 1990 | 1999 | 2006 | 2018 |
| Einwohner | 1031 | 1256 | 1283 | 1200 | 1106 | 1204 | 1309 | 1285 |

Quellen: Cassini und INSEE

## Sehenswürdigkeiten
Sehenswert ist die historische Altstadt, die sich mit engen Gassen um einen Felsen gruppiert, von dem ein weiter Blick ins Tal möglich ist.